# Myrmekiaphila fluviatilis
Myrmekiaphila fluviatilis är en spindelart som först beskrevs av Nicholas Marcellus Hentz 1850.  Myrmekiaphila fluviatilis ingår i släktet Myrmekiaphila och familjen Cyrtaucheniidae. Inga underarter finns listade i Catalogue of Life.